# A Brother's Redemption (film 1911)
A Brother's Redemption è un cortometraggio muto del 1911 prodotto dalla Lubin. Il nome del regista non viene riportato nei credit del film.

## Trama
Albert e Harry sono fratelli: il primo è un uomo onesto e lavoratore, il secondo indulge al vizio del bere, trascurando il lavoro. La sua negligenza porta ben presto l'azienda familiare sull'orlo del fallimento, cosicché, vergognandosi della propria condotta, Harry va via di casa lasciando un biglietto in cui confessa alla madre di non voler esser un fardello per lei. 
Dal canto suo invece Albert, dopo aver salvato parte della proprietà, riesce ad aprire un negozio in paese. Il giovane, che continua a lavorare duramente, sta per mettere su famiglia con una ragazza del villaggio, mentre Harry, nel contempo, ormai è ridotto a un vagabondo derelitto e immiserito. Un giorno capita in paese, dove per caso e inconsapevolmente viene rifocillato dalla fidanzata del fratello. 
Albert, che sta per arruolarsi, ha esitato fino a quel momento per non lasciare sola la madre vedova: quando si reca a comunicare alla fidanzata di aver ricevuto la cartolina di richiamo al fronte, Harry dall'altra stanza lo sente e, sopraffatto dal rimorso della propria condotta, decide di rubare i documenti del fratello e di presentarsi lui all'ufficio reclutamento, facendosi passare per Albert.
In battaglia, Harry si comporta da coraggioso e senza risparmiarsi. Ferito gravemente, prima di morire ha la visione di sua madre, del fratello e della fidanzata che ormai quegli ha sposato: una famiglia che vive in pace e felice.

## Produzione
Il film fu prodotto dalla Lubin Manufacturing Company.

## Distribuzione
Distribuito dalla General Film Company, il film - un cortometraggio in una bobina - uscì nelle sale statunitensi il 19 gennaio 1911.